# Electrogaze
L'electrogaze è un sottogenere della musica elettronica.
Si distingue dalla musica ambient resa popolare da artisti come Brian Eno per le sue atmosfere oniriche e per gli ampi paesaggi sonori, creati con l'ausilio di sintetizzatori o samplers digitali con spesso un massiccio uso di effetti riverberanti e di lunghi dempi per il delay.
L'ampio uso di effetti chorus, phaser e flanger contribuisce a creare il caratteristico ambiente luccicante.
I pezzi Electrogaze spesso (ma non esclusivamente) fanno uso di tecniche armoniche come chiavi maggiori, scale pentatoniche o modali e di accordi di triade.
Chitarre elettriche, voce e percussioni possono essere utilizzate, anche se spesso non sono la parte rilevante del mix, ma il contorno con cui ampliare gli spazi sonori.
Artisti solisti che possono essere classificati come "electrogaze" sono: Ulrich Schnauss.
Gruppi che possono rientrare nel genere sono anche i Glitch Mob nel loro album Drink the Sea, Tycho e Blackmill.